# Кульчицкий, Богдан Александрович
Богдан Александрович Кульчицкий (род. 2 октября 1976, Свердловск) — журналист, медиаменеджер, главный редактор журнала «Деловой квартал-Екатеринбург» (2007—2011 гг.), главный редактор сетевого издания 66.RU (2011—2015 гг.), директор 66.RU (с 2014 года), главный редактор «РБК Екатеринбург» (с 2015 года).

## Образование и карьера
В 1998 году окончил Уральский государственный технический университет (ныне — Уральский федеральный университет имени первого Президента России Б. Н. Ельцина) по специальности «Экономика и управление в строительстве».
В 2007—2011 годах работал главным редактором журнала «Деловой квартал-Екатеринбург», покинул должность по собственному желанию.
«На протяжении более двух с половиной лет Богдан Кульчицкий был прекрасным главным редактором, которому удалось укрепить бренд „Деловой квартал“ в Екатеринбурге. Богдан всегда был очень лоялен к компании, что помогало в работе. Мы понимаем желание Богдана двигаться дальше в своей профессиональной деятельности, осваивать новые сферы и желаем ему удачи».
В мае 2011 году перешёл в 66.RU, где работал главным редактором до 2014 года, после чего был также назначен директором портала и остаётся им и сегодня.
В конце 2015 года Богдан Кульчицкий назначил главным редактором портала 66.RU своего заместителя Дмитрия Шлыкова. Сам стал занимать только должность директора медиахолдинга, в который, помимо 66.ru, вошли развлекательный портал Екабу и РБК-Екатеринбург.

## Гражданская позиция
Богдан Кульчицкий часто пишет авторские колонки для портала 66.RU, в которых высказывает свой взгляд на злободневные проблемы, пытаясь обратить на них внимание общественности для их скорейшего разрешения. Даёт комментарии СМИ на актуальные и острые темы, чаще всего касающиеся Екатеринбурга и его благоустройства. Например, комментировал первый фильм Евгения Горенбурга «Гриша Субботин», строительство терм «Баден-Баден» на Шарташе. Призывал поддержать создание видеогида о конструктивизме Свердловска.

В июне 2019 года Богдан Кульчицкий вместе с главным редактором 66.RU Дмитрием Шлыковым вышел к зданию ГУ МВД Свердловской области и стал раздавать газеты «Коммерсантъ», РБК и «Ведомости», которые были с одинаковой обложкой, посвящённой задержанному журналисту интернет-издания «Медуза» (признано «иностранным агентом» и «нежелательной организацией» в России) Ивану Голунову.
«Журналиста Ивана Голунова освободили „в связи с недоказанностью его участия в совершении преступления“. Это большое облегчение. Огромное спасибо всем, кто поддерживал его. Напомню, мы собирались читать нашумевшие выпуски газет РБК и „Коммерсантъ“ завтра, 12 июня у входа в здание ГУ МВД на Ленина, 17. По сути, эти выпуски стали символом солидарности журналистского сообщества. Мы напечатали 40 экземпляров на отличной мелованой бумаге (газеты в Екатеринбурге невозможно было купить) и теперь нам остается только раздать их всем желающим. На память. Как исторический документ».
В июле 2020 года Богдан Кульчицкий вместе с рядом других главных редакторов СМИ Екатеринбурга вышел на пикет к зданию УФСБ по Свердловской области на улице Вайнера в Екатеринбурге. Журналисты выступили против уголовных и административных дел, которые под разными предлогами стали подозрительно часто возбуждать против коллег. Вышедшие на пикет главные редакторы восприняли это как атаку на свободу слова в России.
В сентябре 2020 года Богдан Кульчицкий вместе с руководителями редакций екатеринбургских СМИ выступил с открытым заявлением против «казачьих патрулей», которые появились на улицах Екатеринбурга. Заявление опубликовали на сайте издания Znak.
Выступил с идеей организации форума «Будущее города» в Екатеринбурге. «Он предложил организовывать встречи предпринимателей, чтобы формулировать проблемы и устраивать сессии. Цель проекта — сделать Екатеринбург комфортным городом для жизни с ростом инвестиций и кадровым потенциалом.»

## Семья
В 2018 году развёлся с супругой. В апреле 2022 года женился на бывшем редакторе газеты «Вечерние Ведомости» и сайта «Делового квартала», бывшем пресс-секретаре, руководителе управления по работе с резидентами в ОЭЗ «Титановая долина» Оксане Сергеевой. Есть дочь.

## Общественная деятельность и признание
В 2017 году вошёл в состав экспертного совета «Премии № 1» — региональной бизнес-премии, соучредителями которой в 2016 году стали Свердловский областной союз промышленников и предпринимателей и Уральская торгово-промышленная палата. Был председателем в спецноминации «Материал № 1».
Входил в попечительский совет «Екатерининской ассамблеи» — благотворительного вечера Свердловского областного союза промышленников и предпринимателей.
В 2021 году стал одним из членов «Совета по сохранению и развитию культурного наследия Екатеринбурга» (Совет неравнодушных граждан), который создал глава Екатеринбурга Алексей Орлов.
В январе 2018 года на балу прессы в честь Дня российской печати был награждён благодарственным письмом губернатора Свердловской области Евгения Куйвашева.

## Увлечения
Любит путешествовать. Весной 2022 года вместе с супругой отправился в 21-дневное свадебное путешествие по российским городам, после чего рассказал, с какими трудностями стали сталкиваться туристы.

## Отъезд из России
После вторжения России на Украину и объявления частичной мобилизации в России стало известно, что в августе и сентябре Россию покинули несколько свердловских журналистов. В их числе — Богдан Кульчицкий, который уехал в Казахстан. Сам же он «не подтвердил, что уехал в Казахстан, уточнив, что отправился в путешествие на машине».